# Košnja
Košnja je dejavnost, s katero ročno ali strojno pospravljamo travnate površine. V Evropi so travniki v smislu kmetijskih povšin (krma za živali), košeni 2 do 7-krat, odvisno od gnojenja ter nadmorske višine. Druga košnja se v slovenskem jeziku imenuje otava, večinoma se opravlja v mesecu juniju. Ponavadi je slabša od 1. košnje. 
Sicer se izraz košnja lahko nanaša tudi na košenje trave vrtov, parkov, igrišč za golf, itd.

## Orodja za košnjo
- Kosa, ročna priprava (rezilo brusimo z oslo)
- Vrtna kosilnica
- Traktorski priključek za košnjo velikih kmetijskih površin
- Košnja trave s sprednjo in zadnjo kosilnico